# Мир для нашого часу

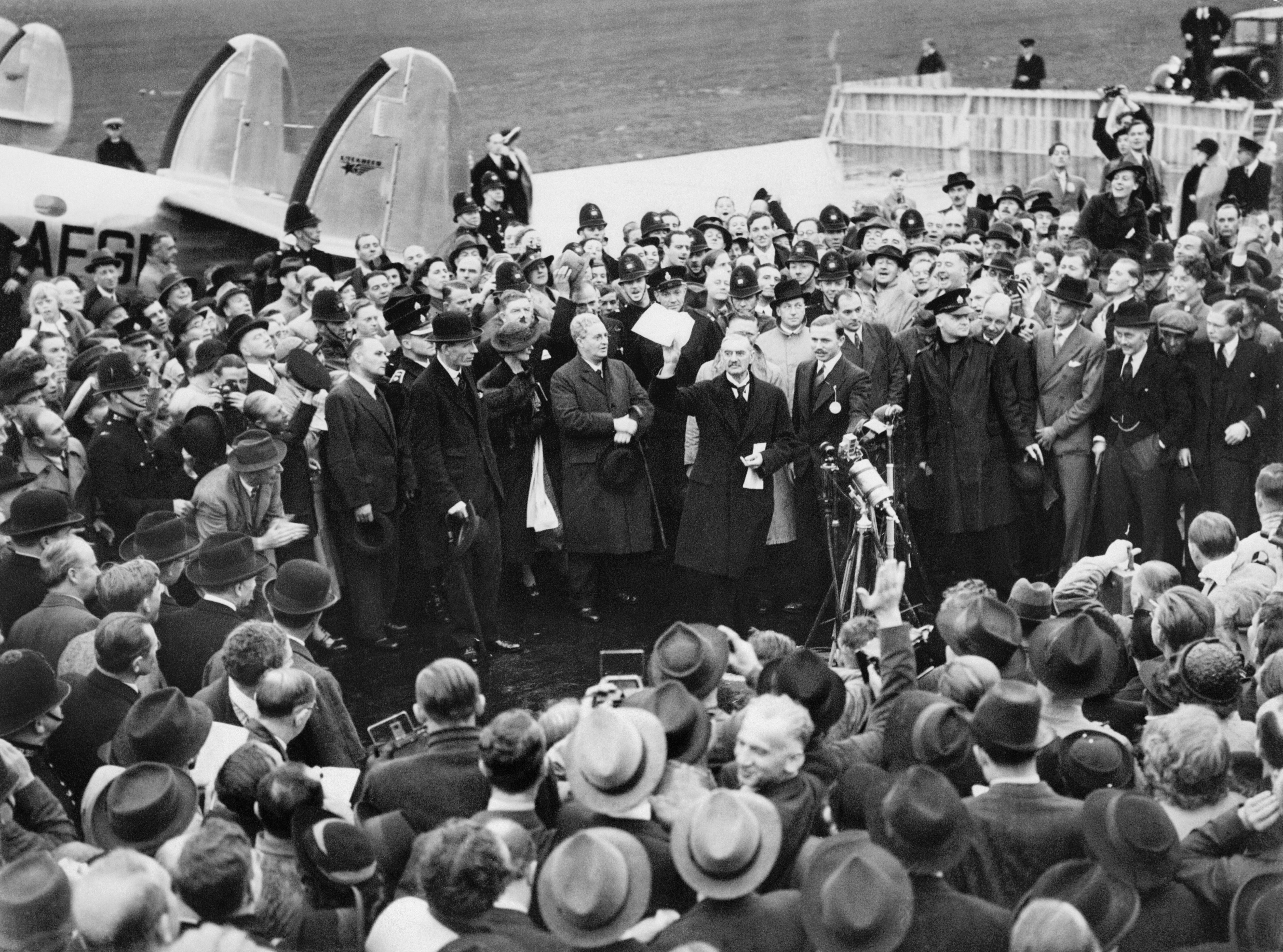
Невілл Чемберлен, промова на аеродромі Гестон, 30 вересня 1938 року

«Мир для нашого часу» (англ. Peace for our time; іноді «мир для нашого покоління», «...для нашої епохи») — заява, яку зробив прем'єр-міністр Великої Британії Невілл Чемберлен у своєму виступі про Мюнхенську угоду 30 вересня 1938 року в Лондоні. 
Ця фраза наслідувала Бенджаміна Дізраелі, який після Берлінського конгресу сказав: "Я повернувся з Німеччини з миром для нашого часу".
Фразу, насамперед, пам'ятають через набуту гірку іронію, оскільки менше ніж через рік після угоди, Гітлер вторгненням у Польщу розпочав Другу світову війну.
Часто вислів цитують неточно як «мир у наш час» (англ. Peace in our time), слова, знайомі британцям з Книги спільних молитов.

## Промови
Літак з Чемберленом приземлився на аеродромі Гестон 30 вересня 1938 року. Вийшовши з нього, він виступив з промовою до натовпу, який очікував його:
Урегулювання чехословацької проблеми, яке зараз досягнуто, є, на мій погляд, лише прелюдією до більшого врегулювання, в якому вся Європа може знайти мир. Сьогодні вранці я мав ще одну розмову з канцлером Німеччини гером Гітлером, і ось папір, на якому його, а також моє, ім'я (показує документ натовпу). Дехто з вас, можливо, вже чув, що тут міститься, але я хотів би просто прочитати це вам: «...Ми розглядаємо угоду, підписану вчора ввечері, і англо-німецьку морську угоду як символ бажання наших двох народів більше ніколи не воювати один з одним».
Пізніше того ж дня надворі перед Даунінґ-стріт, 10 він знову прочитав угоду і сказав:
Дорогі друзі, вдруге в нашій історії британський прем'єр-міністр повернувся з Німеччини, несучи мир з честю. Я вірю, що це мир для нашого часу. Від щирого серця дякуємо. Ідіть додому і спокійно виспіться.
Повернення Чемберлена не було сприйнято добре всіма, і того ж дня 15 000 людей протестували проти Мюнхенської угоди на Трафальгарській площі, що втричі більше, ніж кількість, яка вітала його на Даунінг-стріт, 10. Маніпуляції Чемберлена з BBC призвели до того, що новини про це були значною мірою замовчані. Речник Лейбористської партії Г'ю Далтон публічно заявив, що папірець, яким розмахував Чемберлен, був «вирваний зі сторінок Mein Kampf».

## Згадки в культурі
Не вірячи Чемберлену, Айзек Азімов опублікував у липні 1939 року оповідання «Маятник», де згадується світова війна у 1940 році. Пізніше він написав «Я був занадто скромним» (в оцінках, коли почнеться війна).
«Мир у наш час» — це назва п’єси Ноеля Коварда 1947 року. Події відбуваються в альтернативному 1940 році, битва за Британію програна, німці панують у повітрі, а Велика Британія перебуває під нацистською окупацією. Натхненний написати п’єсу в 1946 році після того, як побачив наслідки окупації Франції, Ковард писав: «Я почав підозрювати, що фізичні наслідки чотирирічного періодчиного бомбардування завдають набагато меншої шкоди внутрішньому характеру нації, ніж духовний вплив чотирьох років ворожої окупації».
«Peace in Our Time» — сатирична пісня Елвіса Костелло 1984 року, яка згадує Чемберлена. Вона увійшла до альбому Goodbye Cruel World. 
Президент США Джон Ф. Кеннеді згадав фразу у своїй вступній промові в Американському університеті 1963 року, в якій він прагнув «не просто миру в наш час, але миру в усі часи».
Скетч Монті Пайтона 1969 року «Найсмішніший жарт у світі» згадує «британський довоєнний жарт» і показує зображення Чемберлена, який тримає в руках документ Мюнхенської угоди. 
У фільмі кіновсесвіту Marvel 2015 року «Месники: Ера Альтрона» Тоні Старк використовує фразу «Мир у наш час» після створення однойменного і, здавалося б, доброзичливого штучного інтелекту. Оскільки це має зворотний ефект, ця фраза має таку ж іронічну цінність, як і висловлювання Чемберлена.
Пісня Робіна Гічкока 1990 року «Cynthia Mask» згадує цей епізод у другому куплеті.